# 新達里夫卡
47°46′51″N 36°38′4″E / 47.78083°N 36.63444°E
新達里夫卡是位於烏克蘭東南部的村莊，由扎波羅熱州波洛希區的馬利尼夫卡市鎮負責管轄。該村面積0.84平方公里，海拔高度161米，2021年人口5，人口密度每平方公里60.6人。